# Huế
Huế (vijetnamski: 化, Hué) grad je u Vijetnamu, smješten na estuariju rijeke Parfemske rijeke u Južno kinesko more, 700 km južno od Hanoija i 1100 km sjeverno od Ho Ši Mina. 
Grad je od 1802. do 1945. godine bio glavni grad vijetnamske dinastije Nguyễn, iz kojeg je razdoblja ostao mnogo znamenitih građevina i spomenika u tzv. "Glavnom gradu", "Carskom gradu", "Zabranjenom ljubičastom gradu" i "Unutarnjem gradu". Zbog iznimne prirodne ljepote ove feudalne prijestolnice, Kompleks spomenika Huea je upisan na na UNESCO-ov popis mjesta svjetske baštine u Aziji i Oceaniji 1993. godine.

## Povijest
Hue, poznat tada kao Phú Xuân, je bio prijestolnicom feudalnih gospodara obitelji Ngujen koja je od 17. do 19. stoljeća dominirala južnim Vijetnamom. Vladar sjevernog Vijetnama, Trịnh Sâm, ga je osvojio 1775. godine, a kada je car Gia Long iz dinastije Ngujen osigurao vlast u cijelom Vijetnamu, odabrao je Hue za svoju prijestolnicu.
Hue je ostao glavnim gradom Vijetnama sve dok car Bảo Đại nije abdicirao 1945. godine, nakon čega je osnovana komunistička vlada a sjeveru sa sjedištem u Hanoiju. Tijekom Vijetnamskog rata Hue se nalazio u Južnom Vijetnamu, ali u ratnoj zoni uz samu granicu sa sjeverom. Tijekom Tet ofanzive 1968. godine, u tzv. "Bitci za Hue" koja se smatra za najdužu i najkrvaviju bitku ovog rata, grad je jako stradao, a veliki broj njegovih stanovnika su pogubile komunističke snage nakon sukoba (tzv. "Hue masakr"). Nakon rata su njegovi spomenici prepušteni propadanju jer ih je Komunistička partija Vijetnama proglasila za "nazadne i rakrcionarne ostatke feudalnog režima".

## Znamenitosti
Hue predstavlja primjer planirane feudalne prijestolnice koja je izgrađena u relativno kratkom vremenskom razdoblju (planiran od 1803. – 05., a izgrađen do 1835.). Grad je planiran u skladu sa starom istočnjačkom filozofijom (Feng Shui), štujući prirodne odlike lokaliteta kao što su Parfemska rijeka i planina Ngu Binh (poznata i kao "Kraljevski zastor"). Stoga je grad izgrađen u skladu s pet glavnih točaka (središte, sjever, jug, istok, zapad), pet prirodnih elemenata (zemlja, metal, drvo, voda i vatra) i pet osnovnih boja (žuta, bijela, plava, crna i crvena) po kojima su mnogi dijelovi grada i dobili imena.
Stari grad čine četiri utvrđena dijela:
- Glavni grad (Kinh Thanh) s upravnim zgradama ima kvadratičan plan sa stranicama duljine 2.235 m. Obrambeni zidovi s vanjskim opkopomimaju 6 bastiona na svokoj strani i 10 gradskih vrata. Unutra se nalazi više upravnih građevina koje su pretvorene u Kraljevski koledž i Hue muzej.
- Carski grad (Hoang Thanh) ili Unutarnji grad (Dai Noi) s kraljevskim palačama i svetištima ima kvadratičan tlocrt okružen zidom od opeke s vanjskim jarkom i po jednim ulazom na svakoj strani. Unutra je bio podijeljen na više područja: Velika zona ceremonija, Zona svetišta, stambena zona kraljevske majke i bake, skladišna i obrtnička zona, vrt i škola za princeze, te "Zabranjeni ljubičasti grad". Palače u Unutarnjem gradu su slične u stilu i dizajnu: podignute stupcima na podij, s pozlaćenim i oslikanim stupovima i gredama, zidovima od opeke i krovovima prekrivenim pocakljenim žutim ili plavim crijepom. Krovni rubovi su pravi i raskošno su ukrašeni i iznutra i izvana. Najvažnije građevine su: Palača vrhovnog sklada, kraljevska prijemna dvorana, hram Mieu, kraljevska palača-svetište, Palača kraljice majke, paviljon treperave dobrodušnosti, itd.
- Zabranjeni ljubičasti grad (Tu Cam Thanh) s kraljevskom rezidencijom okružen zidom od opeke s jednim portalom kojim se služio samo kralj i sedam drugih portala, te samo ostaci od nekada 40 građevina.
- Tran Binh Dai, utvrđena citadela na sjeveroistočnom dijelu grada s koje se kontrolirala plovidba rijekom.

Peta utvrda, Tran Hai, je izgrađena kasnije kako bi se grad mogao braniti od napada s mora, a slijedila je plan francuskog stila Vaubanove utvrde, kao prva tog tipa u jugoistočnoj Aziji.
Izvan zidina Glavnog grada nalaze se i drugi važni spomenici kao što su grobnice dinastije Ngujen, južno od Parfemske rijeke. Uz riječnu obalu nalaze se i mnoga svetišta kao što su: Hram književnosti, Esplenada žrtvovanja suncu i zemlji, Kraljevska arena, Hram urlajućeg slona i Nebeska pagoda dama.
- Parfumska rijeka kod Huea
- Hram Thiế Miếu
- Palača An Địnha
- Paviljon u palači An Địnha
- Grobni kompleks cara Khải Địnha
- Grobnica cara Khải Địnha
- Grobnica cara Tự Đứca
- Grobnica cara Minh Mạnga

## Vanjske poveznice
- Thua Thien Hue - službena stranica pokrajine
- Festival Huế